# 艾伦·巴雷特
艾伦·巴雷特（英語：Alan Barrett，1912年11月14日—1961年4月8日），英国男子赛艇运动员。他曾代表英国参加1936年夏季奥林匹克运动会赛艇比赛，获得男子四人单桨无舵手银牌。